# Nimbus hoberlandti
Nimbus hoberlandti är en skalbaggsart som beskrevs av Tesar 1945. Nimbus hoberlandti ingår i släktet Nimbus och familjen Aphodiidae. Inga underarter finns listade i Catalogue of Life.